# Alpes-maritimes (IGP)
L'alpes-maritimes, appelé vin de pays des Alpes-Maritimes, est un vin français d'indication géographique protégée (le nouveau nom des vins de pays) produit dans le département des Alpes-Maritimes.

## Situation géographique
La zone de production est située dans le département des Alpes-Maritimes en région Provence-Alpes-Côte d'Azur.

### Géologie
Les sols sont constitués de poudingues silico-calcaires et de galets issus de l'érosion des massifs alpins voisins.

### Climatologie
.
| Mois                                  | jan.      | fév.      | mars      | avril    | mai       | juin      | jui.      | août      | sep.      | oct.      | nov.      | déc.      | année     |
| ------------------------------------- | --------- | --------- | --------- | -------- | --------- | --------- | --------- | --------- | --------- | --------- | --------- | --------- | --------- |
| Température minimale moyenne (°C)     | 5,3       | 5,9       | 7,9       | 10,2     | 14,1      | 17,5      | 20,3      | 20,5      | 17,3      | 13,7      | 9,2       | 6,3       | 12,4      |
| Température moyenne (°C)              | 9,2       | 9,7       | 11,6      | 13,6     | 17,4      | 20,9      | 23,8      | 24,1      | 21        | 17,4      | 12,9      | 10,1      | 16        |
| Température maximale moyenne (°C)     | 13,1      | 13,4      | 15,2      | 17       | 20,7      | 24,3      | 27,3      | 27,7      | 24,6      | 21        | 16,6      | 13,8      | 19,6      |
| Record de froid (°C) date du record   | −7,2 1985 | −5,8 1986 | −5 1971   | 2,9 1970 | 3,7 1945  | 8,1 1969  | 11,7 1969 | 11,4 1948 | 7,6 1972  | 4,2 1950  | 0,1 1998  | −2,7 1973 | −7,2 1985 |
| Record de chaleur (°C) date du record | 22,5 2012 | 25,8 1990 | 26,1 2007 | 26 1946  | 30,3 1972 | 36,8 1945 | 37 2015   | 37,7 2006 | 33,9 1962 | 29,9 1981 | 25,4 2004 | 22 1954   | 37,7 2006 |
| Ensoleillement (h)                    | 158       | 171       | 217       | 224      | 267       | 306       | 348       | 316       | 242       | 187       | 149       | 139       | 2 724     |
| Précipitations (mm)                   | 69        | 44,7      | 38,7      | 69,3     | 44,6      | 34,3      | 12,1      | 17,8      | 73,1      | 132,8     | 103,9     | 92,7      | 733       |

| Diagramme climatique                                  |             |             |            |              |              |              |              |              |             |              |             |
| J                                                     | F           | M           | A          | M            | J            | J            | A            | S            | O           | N            | D           |
| 13,15,369                                             | 13,45,944,7 | 15,27,938,7 | 1710,269,3 | 20,714,144,6 | 24,317,534,3 | 27,320,312,1 | 27,720,517,8 | 24,617,373,1 | 2113,7132,8 | 16,69,2103,9 | 13,86,392,7 |
| Moyennes : • Temp. maxi et mini °C • Précipitation mm |             |             |            |              |              |              |              |              |             |              |             |

## Vignoble
La surface de production représente moins de 50 hectares.

### Encépagement
- Vin rouge : braquet N, Fuella Nera N, grassen N, mourvaison N, mourvèdre N, grenache N, carignan N, cinsault N, alicante N...
- Vin rosé : braquet N, grenache N, cinsault N...
- Vin blanc : vermentino B, roussanne B, clairette B, bourboulenc B, chardonnay B...

### Rendement
Le rendement à l'hectare est de 120 hectolitres par hectare au maximum.

## Vins

### Titre alcoométrique volumique
Les vins doivent faire au minimum 9 % volume.

### Vinification

#### Vinification en rouge

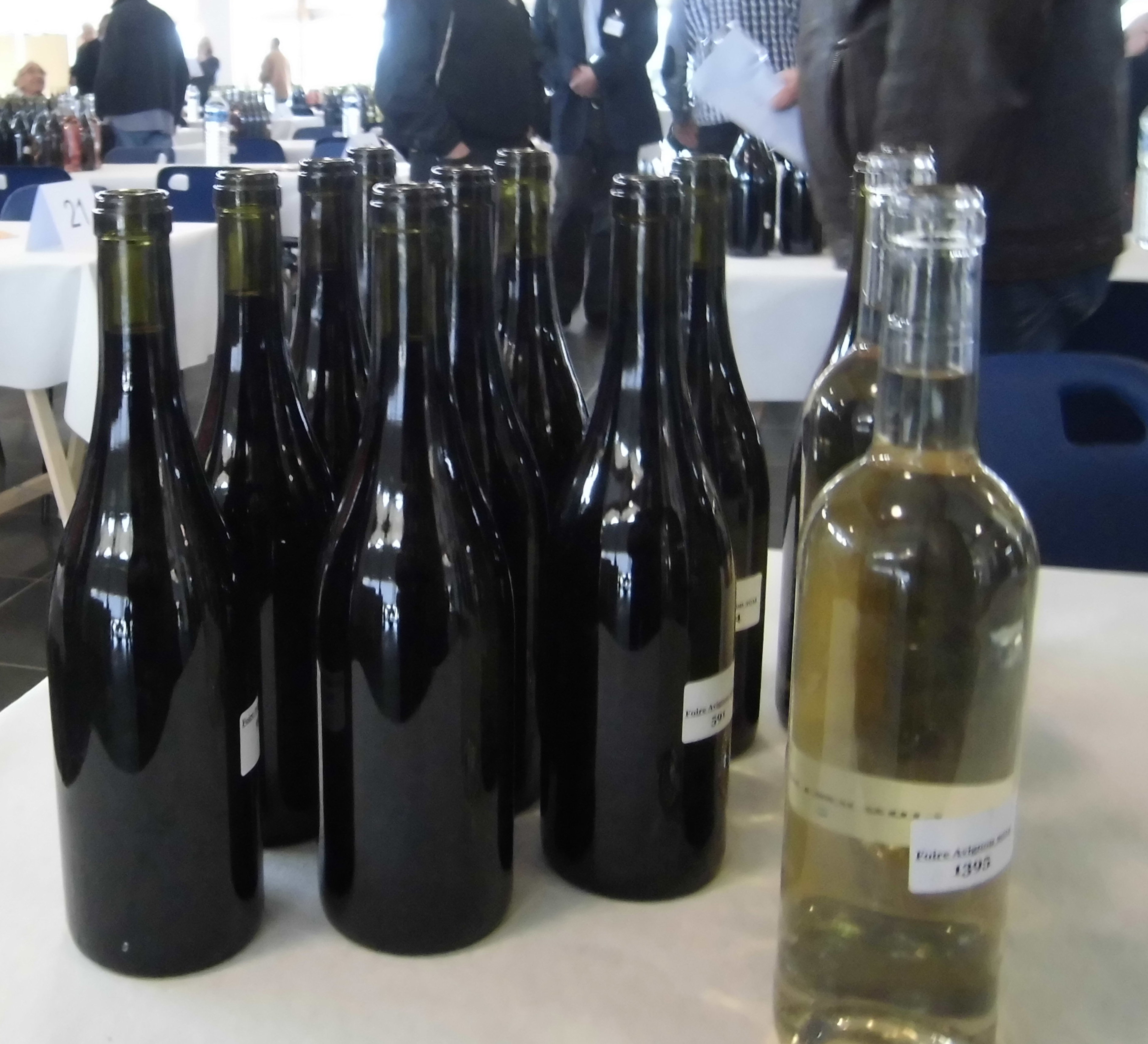
Alpes-maritimes IGP blanc et rouge

La vinification en rouge consiste à faire un pressurage après que la fermentation a commencé. Pendant toute cette phase, le moût est en contact avec les matières solides de la vendange. Celles-ci sont très riches en tanins, matières colorantes, odorantes, minérales et azotées. Ces substances vont alors se dissoudre plus ou moins dans le moût et se retrouver dans le vin.
C'est la cuvaison pendant laquelle les sucres se transforment en alcool (fermentation alcoolique) et le jus se voit enrichi par les composants du moût. Plus la macération est longue, plus la coloration du vin sera intense. Se disolvent également les tanins, leur taux sera aussi fonction du temps de la cuvaison. Plus elle sera longue, plus les vins seront aptes à vieillir. Durant cette phase, se produit une forte élévation de la température. Celle-ci est de plus en plus contrôlée par la technique de maîtrise des températures.

#### Vinification en blanc
Dans la vinification en blanc la fermentation se déroule en dehors de tout contact avec les parties solides de la vendange (pépins, peaux du raisin, rafles). Ce qui explique que l'on peut faire indifféremment du blanc à partir de cépages blancs et rouges. C'est le cas du Champagne. Le but de cette vinification est de faire ressortir le maximum des arômes contenus d'abord dans le raisin, ensuite en cours de fermentation, enfin lors du vieillissement.
L'extraction du jus et sa séparation des parties solides peuvent être précédés par un éraflage, un foulage et un égouttage, pour passer ensuite au pressurage. Mais ces phases sont évitées par nombre de vinificateurs pour éviter l'augmentation des bourbes. Le choix se porte sur une extraction progressive du jus puis un débourbage qui permet d'éliminer toutes particules en suspension. Là aussi, encore plus que pour une vinification en rouge, s'impose la maîtrise des températures lors de la fermentation alcoolique. Elle se déroule entre 18 et 20° et dure entre 8 et 30 jours selon le type de vin désiré.

#### Vinification en rosé
La vinification en rosé se produit par macération, limitée dans le temps, de cépages à pellicule noire avec possible ajout de cépages blancs. Le vin rosé n'a pas de définition légale. Mais ses techniques de vinification sont très strictes et n'autorisent en rien en Europe le mélange de vin rouge et blanc. Deux principes différents sont utilisés :
- Le premier consiste à extraire par écoulement une partie du jus dès l'encuvage lors de la vinification en rouge ; c'est la saignée. C'est le jus qui s'égoutte sous le poids de la vendange - au maximum entre 20 et 25 % - et qui va macérer durant 3 à 24 heures. Cette méthode produit des vins rosés à la robe soutenue, et la quantité potentielle produite dépend de la concentration recherchée pour le vin rouge produit.
- Le second principe est le pressurage direct, qui consiste à extraire le jus en plusieurs fois, au cours de la macération, qui dure quelques heures. Les jus extraits successivement sont progressivement plus chargés en tanins provenant des peaux, et peuvent ensuite être assemblés. Une vendange bien mûre pourra colorer le jus et sa vinification se fait en blanc[8].

La maîtrise des températures est une nécessité, un vin rosé a une robe qui s'apparente à celle d'un vin rouge très clair, plus le fruit et la fraîcheur des vins blancs.

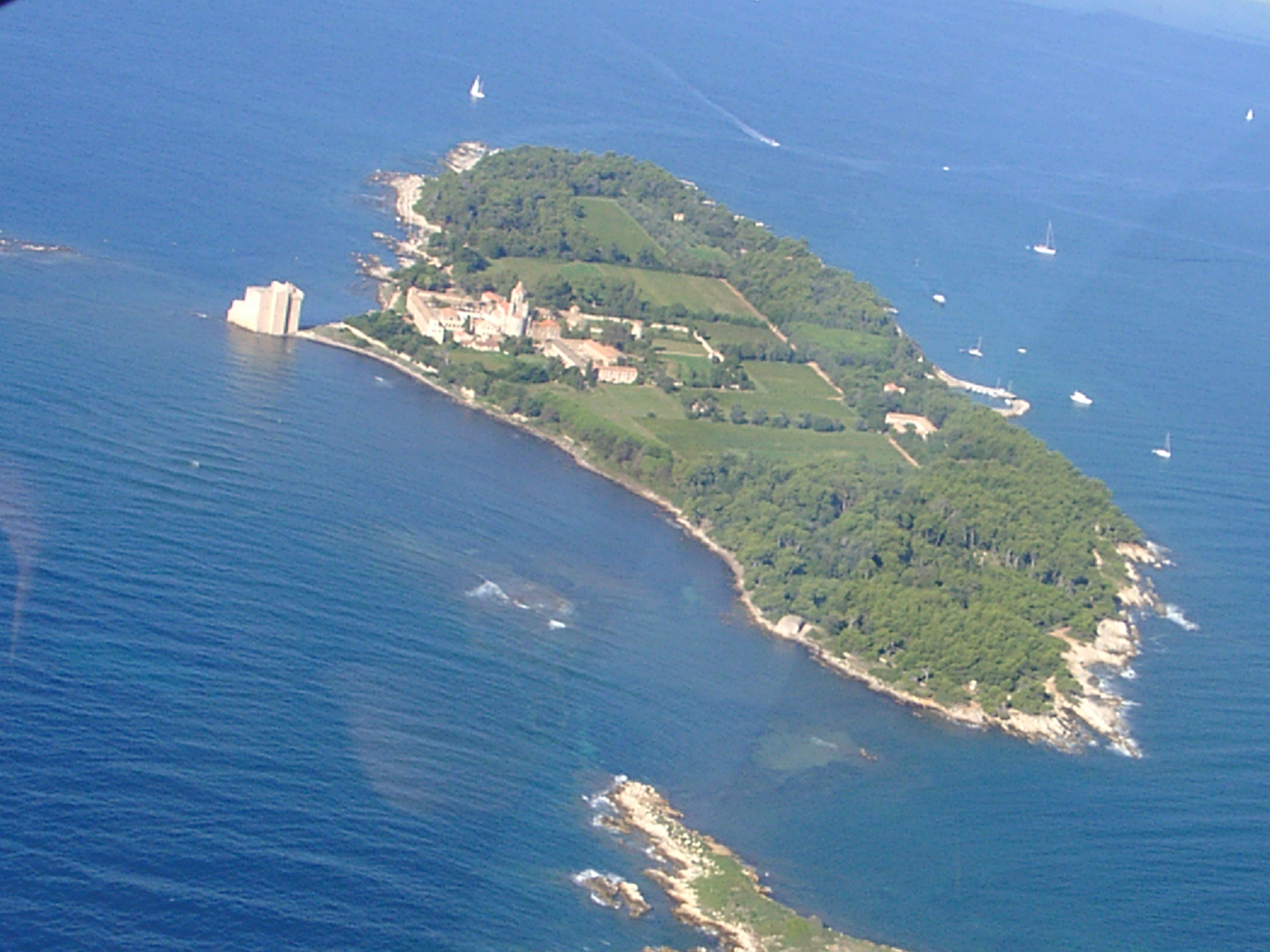
Vue du vignoble de l'abbaye Notre-Dame de Lérins.

## Économie

### Les producteurs de l'IGP
Vignoble des hautes collines de la Côte d'Azur, Domaine Saint-Joseph, Abbaye Notre-Dame de Lérins et Domaine de la Source.